# زبان‌های هنر
زبان‌های هنر: رویکردی به نظریه نمادها (به انگلیسی: Languages of Art: An Approach to a Theory of Symbols) کتابی است از نلسن گودمن، فیلسوف آمریکایی. این اثر زیبایی‌شناسی قرن بیستم که در فلسفه تحلیلی است، در ابتدا در سال ۱۹۶۸ منتشر شد و در سال ۱۹۷۶ بازنگری شد. گودمن به اصلاح و به‌روزرسانی نظریه‌های کتاب در قالب مقاله تا پایان زندگی حرفه‌ای خود ادامه داد.

## نظریه کلی نمادها
زبان‌های هنر ظاهراً فقط به فلسفه هنر مربوط می‌شود، اما گودمن در مقدمه کتاب می‌گوید که منظور او از زبان‌ها در عنوان کتاب، به‌طور کلی «سیستم‌های نمادی» است. محور اصلی پایان‌نامه کتاب مفهوم مرجع است.

## شباهت در مقابلبازنمایی
در بخش اول کتاب، گودمن پوچ بودن این فرض رایج را نشان می‌دهد که چه چیزی برای نمایش باید شبیه چیز دیگری باشد. او این کار را با توسل به عقل سلیم و نظریه رابطه دوتایی ریاضی انجام می‌دهد. او پیشنهاد می‌کند که بازنمایی به‌عنوان یک نوع خاص از دلالت دلخواه دیده شود.

## دلالت در مقابلمثال
دلالت و مثال هر دو نوع مرجع هستند. گودمن دلالت را «هسته بازنمایی» می‌نامد. (۵) هنگامی که چیزی با یک برچسب به چیزی اشاره می‌کند، این اشاره نشان داده می‌شود اما آن را «دارای» آن چیز نمی‌کند.
برای مثال، مالکیت مرجع است. «درحالی‌که ممکن است به هر چیزی اشاره شود، فقط برچسب‌ها می‌توانند نمونه باشند.» (۵۷)

## اصالت: اتوگرافیک در مقابلآلوگرافیک
در این بخش از کتاب، گودمن به مسئله‌ای خاص در فلسفه هنر توجه می‌کند: چرا اثری از یک نقاشی می‌تواند کپی شود درحالی‌که یک قطعه موسیقی نمی‌تواند؟ گودمن پس از تأیید این‌که واقعاً تفاوت زیبایی‌شناختی مهمی بین اصل و جعلی وجود دارد و ماهیت آن روشن شد، پاسخی برای این سؤال پیشنهاد می‌کند. پاسخ او این است که آثاری در شکلی از هنر می‌توانند جعل شوند اگر و تنها اگر هیچ نشانه‌ای وجود نداشته باشد که مشخص کند کدام آثار معتبر هستند و کدام آثار معتبر نیستند.
به عبارت دیگر، یک قطعه موسیقی را می‌توان به‌عنوان قطعه‌ای نوشت، بنابراین هر اجرایی که مطابق با موسیقی باشد، معتبر محسوب می‌شود. هیچ نمادی برای تعریف این‌که چه چیزی یک نمونه معتبر از یک نقاشی است و چه چیزی نیست وجود ندارد، بنابراین می‌توان یک نقاشی را جعل کرد.

## تئوری نشانه‌گذاری
در این بخش، بخش کلیدی کتاب، گودمن ایده خود را در مورد یک سیستم نشانه‌گذاری که در فصل قبل معرفی شد، گسترش می‌دهد. برای گودمن، یک سیستم نماد یک زبان رسمی با دستور زبانی است که از قواعد نحوی و قواعد معنایی تشکیل شده‌است. یک سیستم نماد در صورتی نماد نامیده می‌شود که دارای ویژگی‌های خاصی باشد، به‌ویژه این‌که نمادهای آن غیر فشرده هستند.

## امتیاز، طرح و فیلمنامه
گودمن روش‌های رایج نت‌نویسی اجرای موسیقی و تئاتر، طراحی و نقاشی، رقص و معماری را ارزیابی می‌کند. هیچ‌یک از اشکال هنری به نماد ایده‌آل او پایبند نیستند، اما برای هدف خود کافی هستند. علی‌رغم انتقاداتی که گودمن از واژگان رایج بحث هنری وارد می‌کند، او معتقد نیست که «ضرورت‌هایی که گفتمان فنی را دیکته می‌کنند، باید بر گفتار روزمره ما حاکم باشند». (۱۸۷)

## پیود به بیرون
- زیبایی‌شناسی گودمن در دایرةالمعارف فلسفه استنفورد.